# 全叶半蒴苣苔
全叶半蒴苣苔（学名：Hemiboea integra）为苦苣苔科半蒴苣苔属下的一个种。